# Sălcioara (okręg Prahova)
Sălcioara – wieś w Rumunii, w okręgu Prahova, w gminie Podenii Noi. W 2011 roku liczyła 50 mieszkańców.